# Форт (завод, Ялтуново)
ООО «ФОРТ» — российская биофармацевтическая компания, производитель биопрепаратов. Основное направление деятельности — разработка и производство вакцин для профилактики инфекционных заболеваний.
Завод входит в состав холдинга «Нацимбио» Госкорпорации Ростех.
Комплекс расположен в Рязанской области (село Ялтуново). Производственная мощность позволяет произвести более 40 млн доз вакцин против сезонного гриппа, 120 млн доз — против пандемического.

## История
В 1999 году — начало работ по поиску биологически активных соединений.
В 2010 году «Форт» получил поддержку председателя Правительства РФ Владимира Путина, а в 2011 году проект был признан Правительством Рязанской области приоритетным для региона.
В 2012 году в деревне Ялтуново Рязанской области началось строительство биотехнологического производственного комплекса.
В 2014 году запущена первая очередь производства лекарственных препаратов.
Объём инвестиций в проект составил порядка семи миллиардов рублей.
В 2016 году компания стала самым крупным в России производителем детской вакцины полного цикла против гриппа. Объем поставок противогриппозных вакцин в 2016 году составил 9,15 млн доз (в четыре раза больше, чем в 2015 году).
В 2019 году была зарегистрирована и выведена на рынок четырехвалентная вакцина против гриппа «Ультрикс Квадри». К 2021 году вакцина была одобрена для применения среди всех возрастов — детей с 6 месяцев, взрослого населения без ограничения возраста и беременных женщин.
В 2021 году на предприятии открыт новый научный комплекс, состоящий из четырех современных лабораторий: микробиологической, вирусологической, иммунобиохимической и физико-химической.

## Руководство
- Директор (март 2017 года — март 2018 года) — Глазкова Анна Анатольевна[9]
- Директор (с марта 2018 года) — Иван Чекальников[10]
- Директор (апрель 2019 — декабрь 2020) — Павел Евгеньевич Вандышев
- Директор — Ломакин Андрей Геннадьевич (с января по июнь 2021 года)
- Директор — (с июня 2021 года) Загорский Андрей Юрьевич в лице Генерального директора АО «Нацимбио» — управляющей организации ООО «ФОРТ»